# Pulaski, Tennessee
Pulaski este un oraș și sediu al comitatului Giles localizat la granița sudică a statului Tennessee, SUA. Conform recensământului din 2010, orașul avea o populație de 7.870 de locuitori. Localitatea a fost numită după Casimir Pulaski, eroul al Războiul de Independență al Statelor Unite ale Americii.
În primii ani ai Reconstrucției, spre sfărșitul anului 1865, șase veterani ai Războiului Civil înființează organizația supremațistă Ku Klux Klan. În 1870, Colegiul Metodist Martin a fost creat pentru studenții albi din zonă.

## Istorie
Pulaski a fost fondat în anul 1809.
În perioada Războiului Civil American, în apropierea orașului au avut loc o serie de bătălii, parte a Campaniei Franklin–Nashville. Trupele unioniste au ocupat statul începând cu 1862. În 1863, curierul confederat Sam Davis a fost spânzurat în Pulaski de către Armata Unionistă, fiind suspectat de spionaj.
Spre finalul anului 1865, în primele zile ale Reconstrucției, a luat naștere primul capitol al organizației Ku Klux Klan pe 25 decembrie. Fondatorii acesteia erau veteranii John C. Lester, John B. Kennedy, James R. Crowe, Frank O. McCord, Richard R. Reed și J. Calvin Jones.
Insurgenții albi au fost obligați să lupte in congnito împotriva recent eliberaților sclavi și simpatizanților acestora. În scurt timp au început să fie organizate și alte fracțiuni în statele sudice ale Statelor Unite. Membrii KKK atacau deseori victimele în timpul nopții, intimidând persoanele de culoare prin amenințări și acte violente. Revolta din Pulaski a avut loc în vara anului 1867, inițiată de populația albă împotriva celei de culoare.
Colegiul Metodist Martin a fost înființat în Pulaski în 1870.

## Date geografice
Pulaski este situat în centrul comitatului Giles la 35°11′45″N 87°2′4″V / 35.19583°N 87.03444°V. Zona de centru se află pe partea de nord a Richland Creek, un afluent sudic al Râului Elk.
U.S. Route 31 este strada principală a orașului și străbate centrul acestuia, îndreptându-se spre nord către Columbia (48km) și sud-est către Ardmore la granița cu Alabama (31km). U.S. Route 31 Alternate se bifurcă în partea de nord a orașului și se îndreaptă spre nord-est către Lewisburg (37km). U.S. Route 64 străbate sudul orașului pe o rută ocolitoare spre est către Fayetteville (47km) și spre vest către Lawrenceburg (29km).,
Conform United States Census Bureau, orașul are o suprafață totală de {\displaystyle 18.7^{2}}.

## Demografie
Conform recensământului din 2000, existau 7.871 de persoane, 3.455 de gospodării și 2.038 de familii. Densitatea populației era de 1.200.8 pe milă pătrată (464.0/{\displaystyle km^{2}}). Erau 3.888 de case la o densitate medie de 593.2/milă pătrată (229.2/{\displaystyle km^{2}}). Din punct de vedere etnic, orașul era format din 70.40% populație albă, 27.06% afro-americani, 0.24% ameridieni, 0.85% asiato-americani, 0.01% din Insulele Pacificului, 0.23% din alte rase și 1.21% din două sau mai multe rase. Hispanoamericanii și latinoamericanii din orice rasă formau 1.11% din populația orașului.
Din cele 3.455 de gospodării, 26.0% aveau copii cu vârsta sub 18 ani, 37.7% erau căsătoriți și locuiau împreună și 41.0% nu locuiau cu familia. În 17.6% din case locuia o singură persoană cu vârsta de 65 de ani sau peste. În Pulaski, 22.1% din populație era sub vârsta de 18 ani, 10.2% între 18-24, 26.0% între 25-44, 22.1% între 45-65 și 19.5% 65 sau peste. Vârsta medie era de 39 de ani. Pentru fiecare 100 de femei, existau 82.4 bărbați. Pentru fiecare 100 de femei cu vârsta de 18 ani sau peste, existau 78.4 bărbați.
Venitul mediu pe gospodărie era de 27.459$ și cel pe familie de 37.219$. Venitul mediu pentru bărbați era de 30.400$ versus 21.714$ pentru femei. Venitul mediu pe oraș era de 16.751$. În jur de 12.7% din familii și 18.9% din populație trăiau sub limita sărăciei, inclusiv 28.1% din cei cu vârsta sub 18 ani și 17.1% din cei cu vârsta de 65 de ani sau peste.

## Transport

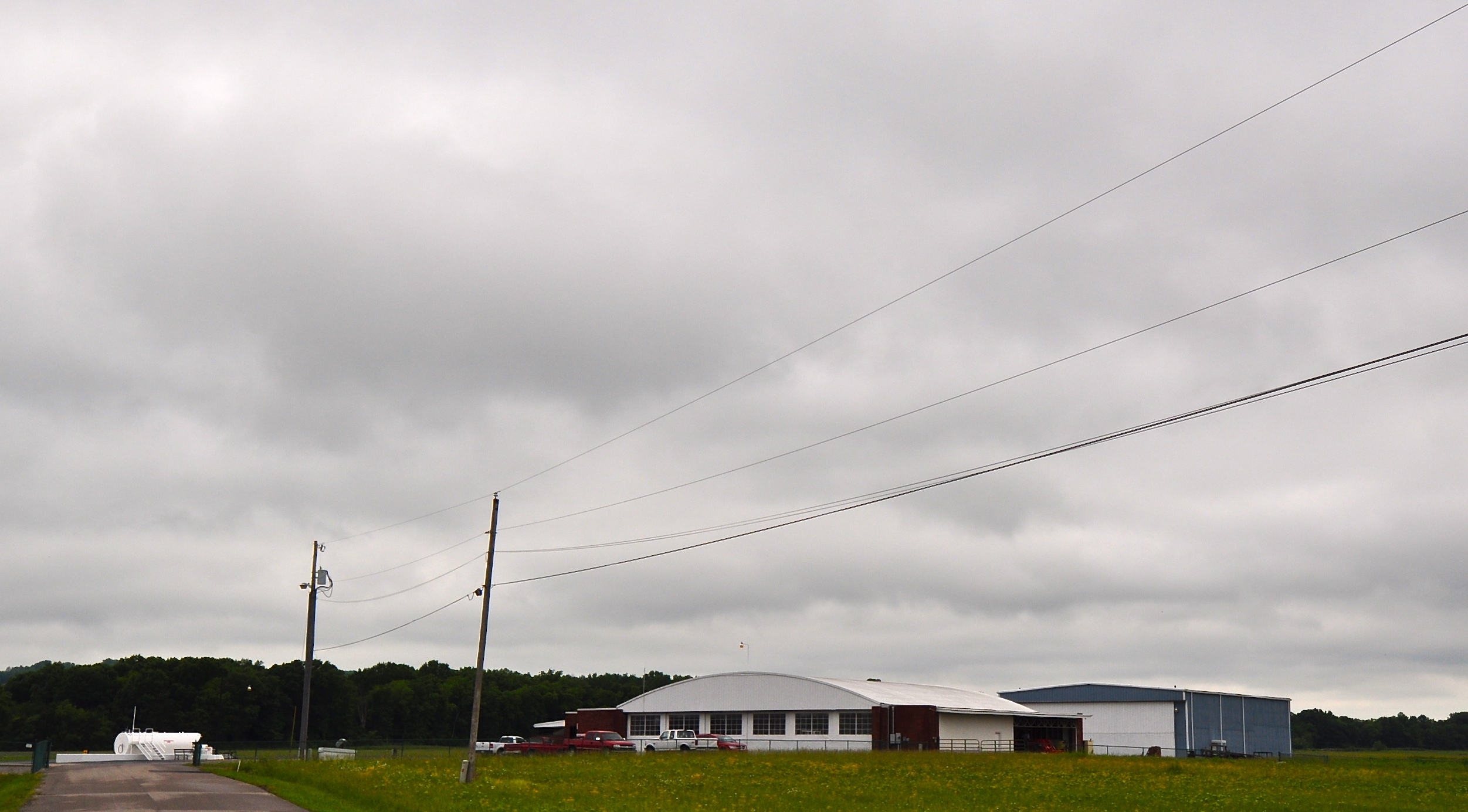
Aeroportul Abernathy Field.

Abernathy Field este un aeroport public aflat în proprietarea Orașului Pulaski și comitatului Giles. Este localizat la trei mile nautice (6 km) sud-vest de centrul orașului.

## Mass-media
Ziarul local este Pulaski Citizen.

## Educație
În Pulaski există două licee, Giles County High School și Richland High School (Lynnville), Centrului Tehnologic Tennessee și Colegiul Metodist Martin.

## Evenimente

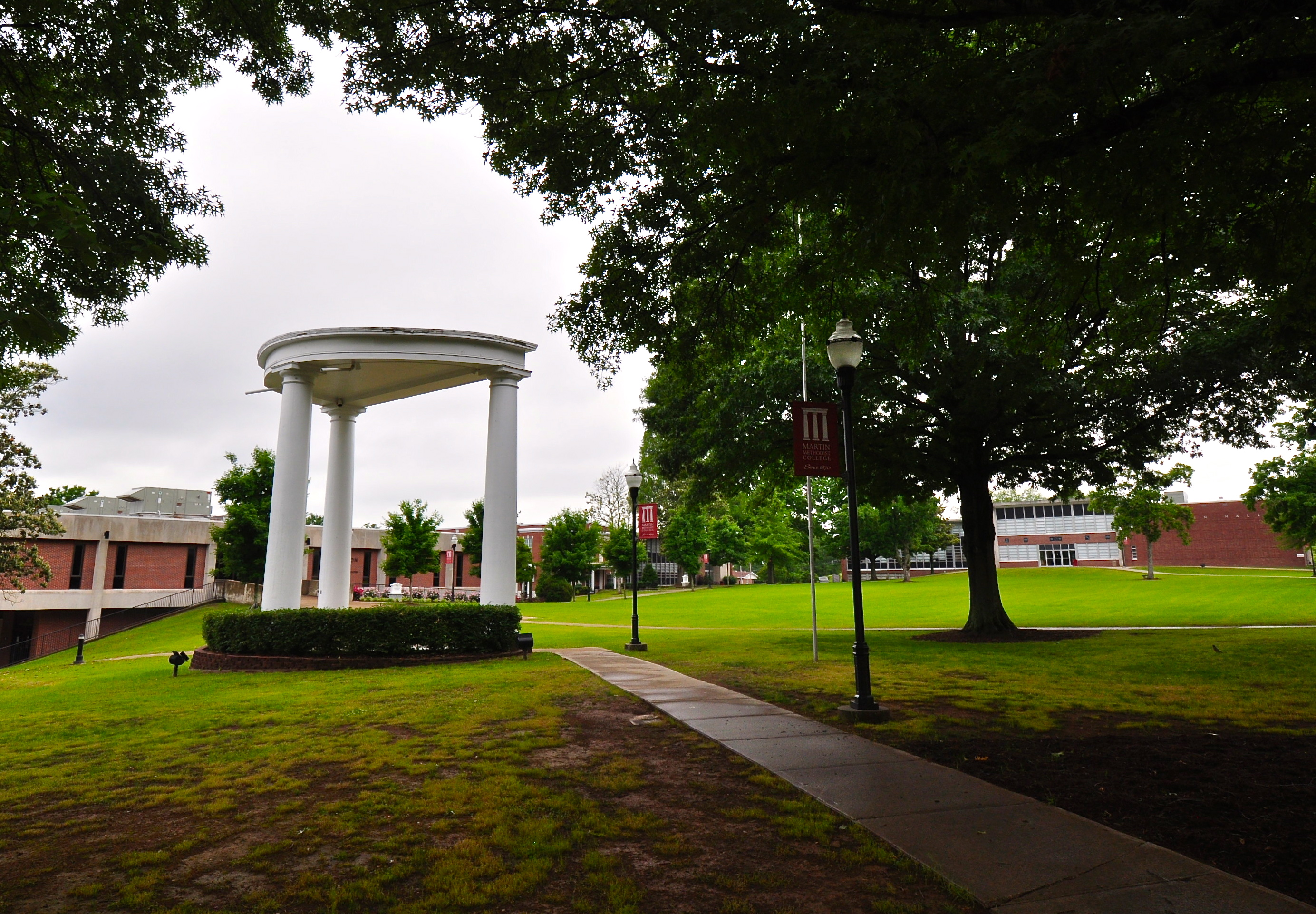
Colegiul Metodist Martin

Pulaski găzduiește evenimentul semi-anual Diana Singing, sponsorizat de Churches of Christ. Acesta atrage peste 3.000 de persoane în lunile iunie și septembrie.

## Personalități
- Walter Fag (născut în Pulaski), pionier al aviației, fondator al Beech Aircraft și Travel Air Manufacturing.
- Bobby Gordon, jucător de fotbal
- John Crowe Ransom (născut în Pulaski), câștigător al National Book Award pentru poezie (1964)
- Tyler Smith, jucător de baschet, Universitatea din Tennessee; jucător profesionist care a activat în campionatele europene.
- Bo Wallace, fost jucător al echipei Rebel în cadrul Universitatea din Mississippi
- David Wills, cantăreață de muzică country
- John Frank Wilson (născut în Pulaski), ofițer în Războiul Civil, politician în statele Arkansas și Arizona
- Doug Wolaver,dresor de cai, câștigător al Tennessee Walking Horse World Grand Championship.

## Legături externe
- Siteul oficial al orașului Pulaski